# Licitation
La licitation, du latin licitatio, consiste dans la mise en vente aux enchères, à l'amiable ou en vertu d'un jugement, d'un bien en indivision successorale.

## Définition
Le terme semble apparaître au XVIe siècle, formé du latin licitatio, qui signifie « vente aux enchères », relativement à un bien appartenant à plusieurs propriétaires ou ayant droit. 
Cette vente concerne plus spécifiquement des biens immobiliers et se fait généralement par adjudication. On parle de vendre un bien indivis par licitation.
- licitation de gré à gré
- licitation amiable, par accord entre les propriétaires.
- licitation judiciaire, organisée en vertu d'une décision de justice, et dans des formes réglées par la loi.